# Stawyśke
Stawyśke (ukr. Ставиське) – wieś na Ukrainie, w obwodzie czernihowskim, w rejonie czernihowskim, w hromadzie Kozełeć. W 2001 liczyła 486 mieszkańców, spośród których 483 wskazało jako ojczysty język ukraiński, 2 rosyjski, a 1 ormiański.